# Caféiculture en Papouasie-Nouvelle-Guinée

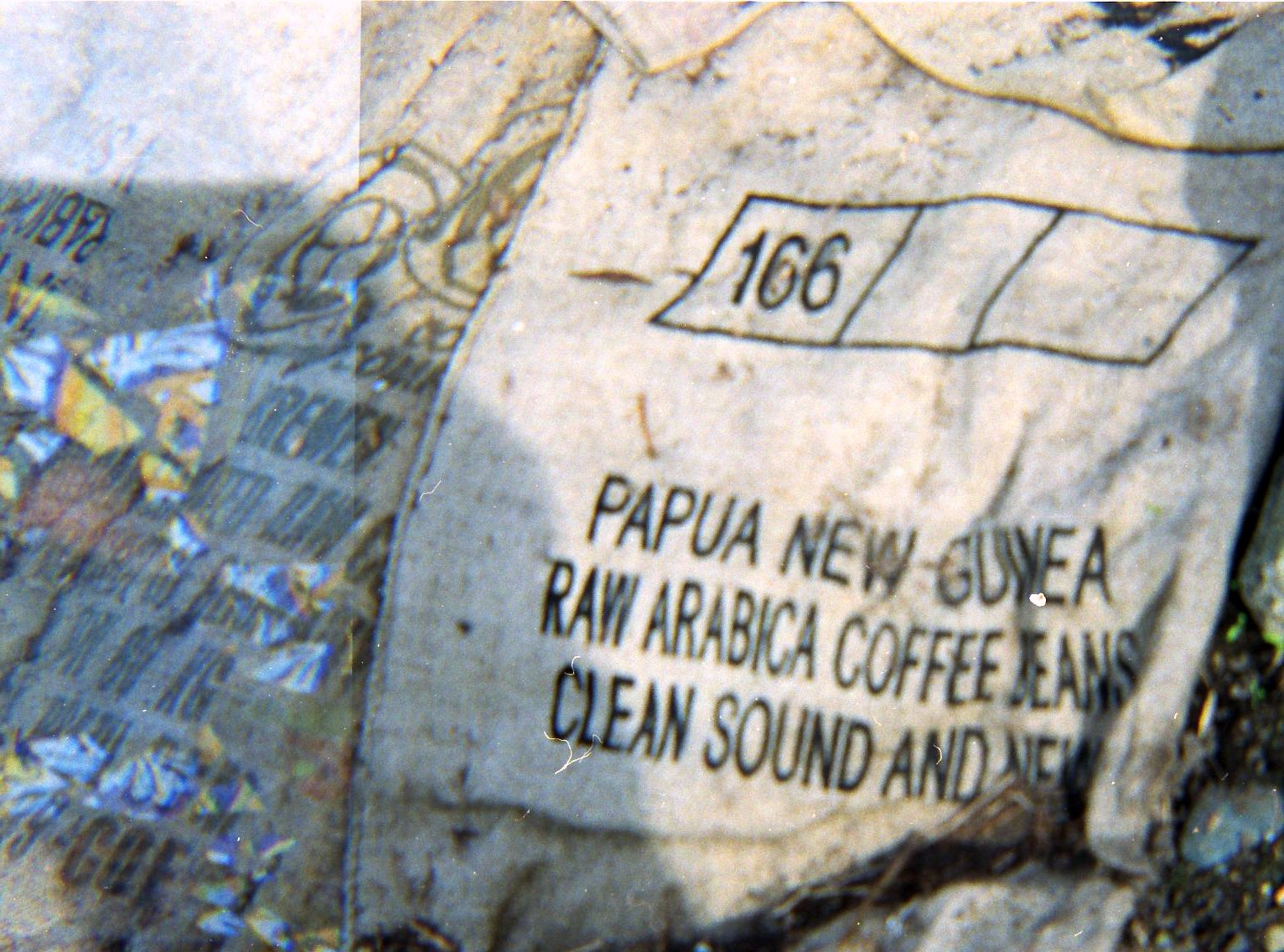
Papouasie-Nouvelle-Guinée crus d'arabica café en grains.

La production de café en Papouasie-Nouvelle-Guinée représente environ 1 % de la production mondiale, selon la Conférence des Nations unies sur le commerce et le développement (CNUCED). Après l'huile de palme, le café est la deuxième exportation agricole la plus importante de la Papouasie-Nouvelle-Guinée, employant environ 2,5 millions de personnes.[réf. nécessaire]
Le café est la plus grande source de devises étrangères pour la Papouasie-Nouvelle-Guinée. La majorité est cultivée dans les provinces des Hautes-Terres orientales, des Hautes-Terres occidentales, et de Simbu. L'industrie n'étant pas issue d'un système de plantations coloniales, la production provient en grande partie de petits agriculteurs cultivant des terres avec parfois seulement 20 arbres par parcelle dans des “jardins de café” aux côtés de cultures de subsistance. Principalement dans les endroits isolés, la production est majoritairement certifiée “café issu de l'agriculture biologique”.

## L'histoire
La production de café dans le pays remonte à 1926/1927 lorsque les premières graines de café Jamaica Blue Mountain ont été plantées. Cependant, l'Institut de Recherche sur la Café affirme que le café a été introduit en Papouasie-Britannique en 1890, bien qu'il soit largement admis que la production commerciale a décollé dans le pays uniquement à la fin des années 1920. À Sangara, dans les contreforts des montagnes du sud-est du pays, 18 plantations de café  commerciales ont été établies en 1926, ouvrant la voie à la production commerciale à partir de 1928. Louis Austen, un capitaine de navire retraité, a géré une plantation gouvernementale de café près de Sangara.
Dans les années 1960, l'infrastructure s'est développée de manière significative en Papouasie-Nouvelle Guinée, ce qui a favorisé une croissance marquée dans l'industrie, facilitant le transport des grains de café provenant des plantations vers les moulins pour y être traités et exportés. L'industrie du café en Papouasie-Nouvelle-Guinée a prospéré dans les années 1970, bénéficiant d'une forte baisse de la production du Brésil sur le marché international en raison de problèmes de gelées. Cependant, dans les années 1980, la production des plantations de café a diminué en Papouasie-Nouvelle-Guinée et a été décentralisé vers des petits producteurs de café qui génèrent maintenant 85 % de la production nationale totale. Le boom du café dans les années 1980 a profondément affecté de nombreux propriétaires de plantations de café qui ont accumulé des dettes qu'ils ne pouvaient pas payer, et beaucoup ont été licenciés. À partir de 1986, un certain nombre de cas de rouille du café, causée par Hemileia vastatrix, ont également touché certaines parties de la Papouasie-Nouvelle-Guinée, qui n'avait précédemment pas été affectée par la maladie.
L'industrie du café en Papouasie-Nouvelle-Guinée a atteint un sommet en 1998, elle représentait alors quelque 38 % des exportations de produits non-miniers et 13 % du total des exportations. Entre 1995 et 1998, la production de café a représenté 42 % des recettes des exportations agricoles totales. Depuis lors, l'industrie a rapidement diminué, touchée par une baisse mondiale des prix du café avec une chute des prix allant jusqu'à 60 %. En conséquence, la production s'est effondrée de 23 % en 2000 et est resté stable en 2001.
Un des problèmes contemporains de l'industrie est l'insuffisance des infrastructures et les fréquents hi-jacking par des bandits, qui sont fréquents en Papouasie-Nouvelle-Guinée. Certains des plus grands producteurs de café perdent jusqu’à 50 % de leur production totale à cause des vols chaque année. C'est un problème de droit et de sécurité qui crée une perte de revenus pour les producteurs via les vols, et qui est attribué au manque d'opportunités pour les jeunes du pays d'obtenir une éducation et, plus important encore, de trouver un emploi après l'école. Un accroissement annuel de la production d'autres pays concurrents sur le marché mondial affecte aussi l'industrie de Papouasie-Nouvelle-Guinée. En 2009, le café représentait 18,5 % des exportations de produits agricoles et seulement 4,7 % des recettes totales des exportations, une baisse spectaculaire par rapport aux années 1990. Au cours des dernières années, la coordination entre les secteurs public et privé a augmenté, de même qu'un mouvement vers une plus grande durabilité avec une amélioration de la gestion de la nutrition des sols et de la conservation et de l'éducation des agriculteurs afin d'améliorer la productivité agricole de leurs terres.

## Production
Environ 87 000 hectares (214 981,68147 acre) sont consacrés à la culture du café en Papouasie-Nouvelle-Guinée. La majorité du café est cultivé sur les hauts plateaux, où 70 % de la population dépend de l'agriculture de subsistance.
En Papouasie-Nouvelle-Guinée, environ 2,5 millions de personnes sont employées dans l'industrie, avec 280 000 petits producteurs de café, 660 agriculteurs cultivant des zones de 1 hectare (2,47 acre) à 30 hectares (74,13 acre), 65 grandes plantations, 18 exportateurs enregistrés, 51 torréfacteurs enregistrés et plus de 6 000 négociants.
Cependant, bien que les 12 provinces soient actives dans l'industrie du café, la majorité du café (environ 90 %) est produite dans les cinq provinces des hauts plateaux : les Hautes-Terres occidentales (45 %), les Hautes-Terres orientales (37 %), Simbu (6 %), Morobe (5 %) et le Sepik oriental (5 %).
À la fin des années 1990, le pays produisait une moyenne de 1,18 million de sacs par an, dont la totalité était exportée. L'arabica doux lavé des hautes-terres domine l'industrie en Papouasie-Nouvelle-Guinée (PNG), représentant 95 % de la production, les autres 5 % étant du café robusta lavé des plaines. Le café robusta est de moins bonne qualité, plus sombre, plus amer, avec moins de saveur que la variété arabica, et est généralement utilisé pour le café instantané moins cher. D'autre part, le café arabica de haute qualité est généralement vendu pour faire des expresso, cappuccino et latte sur les marchés européens de Suisse, d'Allemagne, de France et de Italie, ainsi qu'à des entreprises de café américaines comme Starbucks. La grande majorité des cafés vendus en Amérique du Nord est cultivée dans les domaines des Hautes-Terres occidentales et orientales ; il s'agit principalement de cafés Sigri et Arona respectivement.

### Types de café
Le label commercial ‘PNG’ désigne la marque populaire de café produit dans la moitié orientale de l'île. Il existe cependant deux variétés de ce café, l'une produite par de grands domaines par le procédé humide (principalement vendue sur les marchés des États-Unis), et de l'autre par de petits agriculteurs dans leur potager, également par le procédé humide. Les grands domaines producteurs de café appartiennent à de nombreuses marques, dont Sigri et Arona, séparées du label PNG, et produisent tous du café cultivé en altitude (par le traitement humide) avec un parfum et un “luxe discret" qui ressemblent à ceux du café cultivé dans le monde malais. Cependant, le café cultivé par les petits agriculteurs, qui est de culture biologique, n'est pas toujours de même qualité celui produit par les grands domaines ; une des variétés les plus connues de ce type de café est le “Village Premium Morobe”, produit dans la Province de Morobe dans le centre-est du pays.

## Problèmes
L'un des problèmes les plus épineux rencontré par les producteurs de café en Papouasie-Nouvelle-Guinée est la mauvaise qualité des infrastructures de base telles que les routes rurales. Souvent, cela oblige le café invendu à rester dans les fermes, où il ne peut pas être consommé, ce qui entraine une perte de revenus pour les producteurs, qui peuvent se retrouver à devoir vendre à perte pour subsister. D'autres problèmes signalés sont le changement des cultures, le café est délaissé pour des cultures plus rentables, la taille limitée des parcelles possédées par les familles empêchant la croissance des exploitations, la pénurie de main-d'œuvre lors de la récolte, et l'inévitable exode des jeunes des villages vers les zones urbaines à la recherche de meilleures opportunités d'emploi. En plus de ces problèmes, la baisse des prix du café sur le marché mondial inquiète les producteurs. Une telle situation, lorsqu'elle persiste pendant une longue période, nécessite des subventions du gouvernement pour les petits propriétaires terriens de sorte qu'ils puissent survivre jusqu'à ce que les prix remontent.

### Les menaces pour l'industrie
Les menaces sur l'industrie du café en Papouasie-Nouvelle-Guinée sont multiples. On pourrait citer : le vieillissement des arbres (dans la tranche d'âge 27-47 ans) sans signe de remplacement dans le temps nécessaire ; une dette importante de l'industrie agricole envers la Banque de Développement Rural ; les animaux nuisibles et les maladies telles que l'anthracnose du caféier(CDB), la propagation de Hypothenemus hampei et de la rubellose du caféier à partir de Java doivent être empêchées.

## Produit

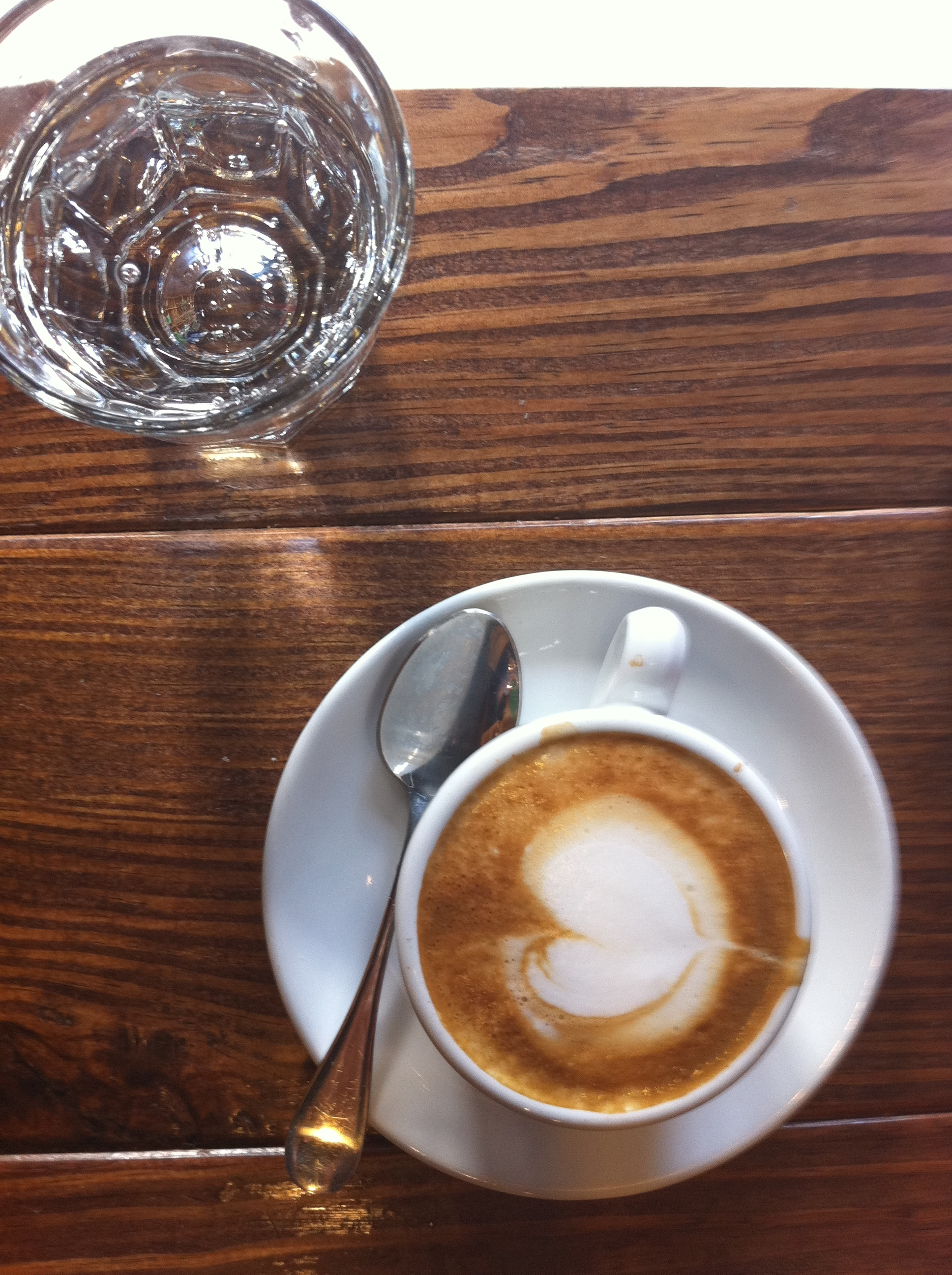
Un Macchiato, Papouasie-Nouvelle-guinée café.

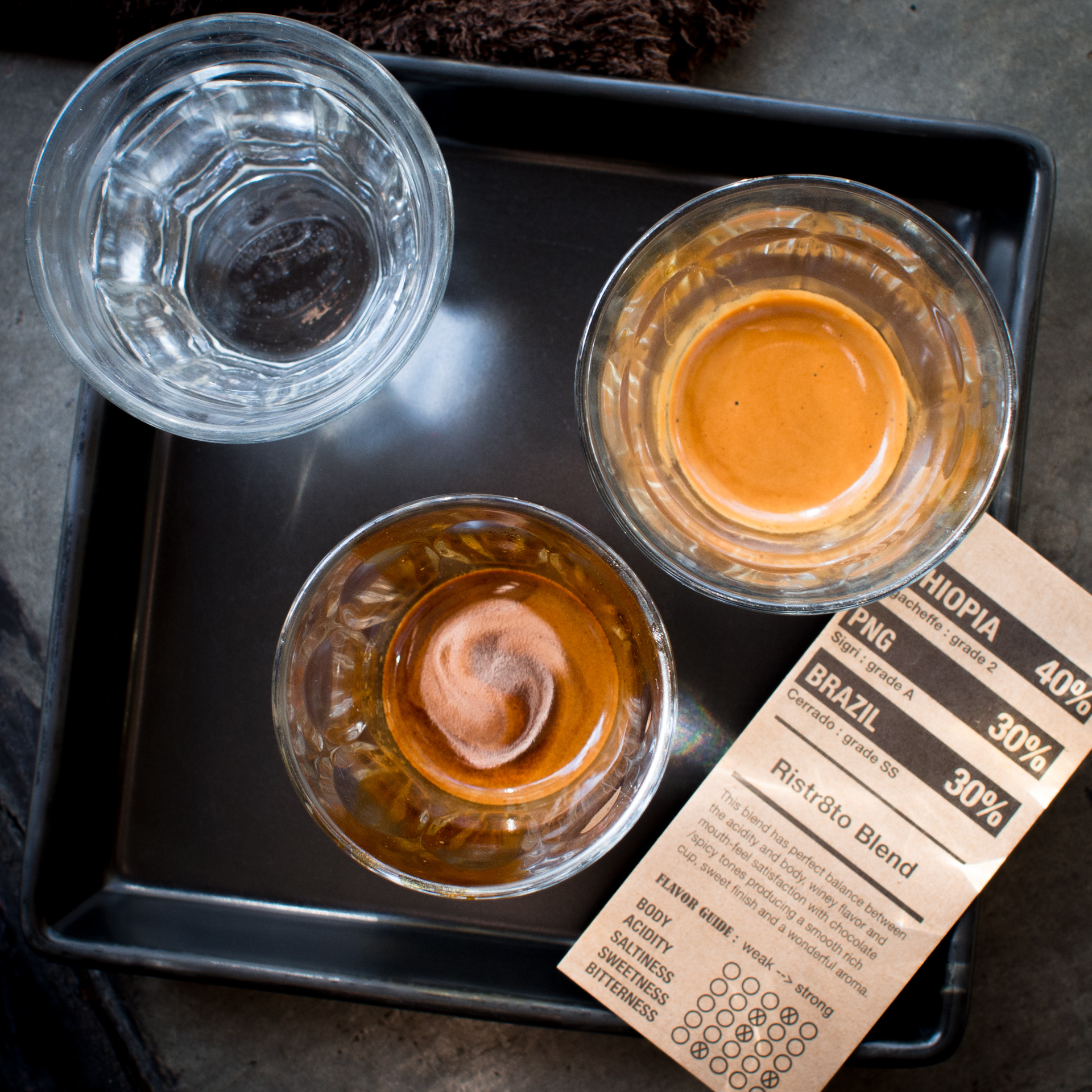
Un "doppio ristretto" à Chiang Mai, en Thaïlande, qui, entre autres, contient des grains de café de Sigri, Nouvelle-Guinée.

Le café est produit naturellement étant donné que les engrais synthétiques et de pesticides sont trop coûteux et donc impossibles à obtenir, ce qui donne un café avec un taux naturellement faible de caféine et d'acidité. Le café de Papouasie-Nouvelle-guinée est réputé pour avoir une saveur corsée avec une saveur âcre fruitée de mangue et de papaye.
The Coffee Industry Corporation Ltd. est une organisation parapluie qui a permis de réglementer, faciliter, effectuer des recherches et fournir des services d'encadrement à la communauté des producteurs de café. Cela a été mis en place par des mesures incitatives pour encourager les agriculteurs à maintenir la production tout en prêtant attention à la qualité et à la commercialisation.

### Des systèmes d'incitation
Plusieurs systèmes d'incitation ont été créés pour aider les agriculteurs, par exemple la fourniture des plants subventionnés issus de pépinières centrales, le "Crédit du Café" (dont 11,285 communautés agricoles ont bénéficié jusqu'en Mars 2001), "le programme de subvention du fret" qui prenait la forme d'une subvention à hauteur de 40 % du fret aérien, la modification des normes minimales sur l'enveloppe des grains et le café vert, l'établissement de normes sur les baies de café, l'enveloppe des grains et le café vert, l'aide à l'établissement d'un standard pour les grains de café vert connu sous le nom de "Café Premium de Petits Propriétaire" (ou CFP), une adaptation pour le marché du café Gourmet (Speciality Coffee Markets) des nations consommatrices de café. Le café Spécial ou Gourmet produit en Papouasie-Nouvelle-Guinée a attiré des clients du Japon à la suite d'une campagne de publicité. La spécificité de ce type de café produit en Papouasie-Nouvelle-Guinée est qu'il est produit dans son habitat naturel, sans utilisation d'engrais, de pesticides, d'herbicides ou de tout autre complément artificiel.

## Recherche
L'industrie du café en Papouasie-Nouvelle-Guinée (PNG) est soutenue par des recherches menées par le Coffee Research Institute (CRI), créé en 1986 à Aiyura dans la province des Hautes-Terres orientales. C'est une division de la Société de l'Industrie du Café papouasienne (Coffee Industry Corporation). En 2003, le CRI et la Division des Services de l'Encadrement du CIC ont été fusionnés pour créer la Division des Services de Recherche et de Producteurs (Research & Growers Services Division). L'accent mis sur la recherche et l'aide à la croissance de la production de café en Papouasie-Nouvelle-Guinée doit garantir le maintien de la production de café par les petits exploitants comme les grandes plantations, tout en respectant les normes internationales de qualité mais aussi en réalisant des économies de production. Dans cet effort, la Société de l'Industrie du Café a pris les devants pour la communauté agricole en établissant de pépinières, en attribuent généreusement des permis, en allouant les terres sur le système de tenure, en fournissant des fonds à travers les agences de financement internationales de l'ACIAR et de l'Union européenne (UE) et en allouant des subventions sélectives.

## Qualité
La qualité du café produit en Papouasie-Nouvelle-Guinée s'est récemment améliorée grâce à l'accent mis sur l'établissement d'usines soumises à des contrôles qualité et des processus de tests effectués dans des laboratoires bien équipés. Par conséquent, le jury de dégustation formé à Lae et en Australie permettrait d'assurer une meilleure visibilité au café de Papouasie-Nouvelle-Guinée sur le marché international.